# Curiosity (film, 1911)
Pour les articles homonymes, voir Curiosity.
Curiosity est un film américain réalisé par Mack Sennett et sorti en 1911.

## Fiche technique
- Titre original : Curiosity
- Réalisation : Henry Lehrman et Mack Sennett
- Société de production : Biograph Company
- Pays de production :  États-Unis
- Langue originale : anglais
- Format : noir et blanc - film muet
- Date de sortie :
  - USA : 1er juin 1911